# Tonsilla (genre)
Pour les articles homonymes, voir Tonsilla.
Genre
Tonsilla est un genre d'araignées aranéomorphes de la famille des Agelenidae.

## Distribution
Les espèces de ce genre sont endémiques de Chine.

## Liste des espèces
Selon World Spider Catalog (version 23.0, 27/02/2022) :
- Tonsilla defossa Xu & Li, 2006
- Tonsilla distalis Zhang, Zhu & Wang, 2017
- Tonsilla eburniformis Wang & Yin, 1992
- Tonsilla jinggangensis Liu & Xu, 2020
- Tonsilla jinyunensis Zhang, Irfan, Wang & Zhang, 2022
- Tonsilla jiugongensis Zhang, Irfan, Wang & Zhang, 2022
- Tonsilla lyrata (Wang, Yin, Peng & Xie, 1990)
- Tonsilla makros Wang, 2003
- Tonsilla mopanensis Zhang, Zhu & Wang, 2017
- Tonsilla rostrum Jiang, Chen & Zhang, 2018
- Tonsilla rutunda Zhang, Irfan, Wang & Zhang, 2022
- Tonsilla shuikouensis Liu, Liu & Xu, 2021
- Tonsilla subrostrum Zhang, Irfan, Wang & Zhang, 2022
- Tonsilla subtruculenta Zhang, Irfan, Wang & Zhang, 2022
- Tonsilla tautispina (Wang, Yin, Peng & Xie, 1990)
- Tonsilla truculenta Wang & Yin, 1992
- Tonsilla variegata (Wang, Yin, Peng & Xie, 1990)
- Tonsilla yanlingensis (Zhang, Yin & Kim, 2000)
- Tonsilla yueliangensis Zhang, Irfan, Wang & Zhang, 2022

## Publication originale
- Wang & Yin, 1992 : « A new genus and three new species of funnel-web spiders from south China (Araneae: Agelenidae). » Natural Sciences Journal of Hunan Normal University, vol. 15, p. 263-272.